# 演员俱乐部
演员俱乐部（The Players或Players Club）由19世纪著名莎剧演员埃德温·布斯创立，位于纽约市曼哈顿区葛莱美西公园16号。1865年4月14日，埃德温的弟弟，当红演员约翰·威尔克斯·布斯暗杀了总统亚伯拉罕·林肯。在这之后布斯家族的生活发生了改变。建立一个社交俱乐部，让演员们接触不同专业的人士，如实业家，作家和其他创造性的艺术家。布斯购买了这座1847年的豪宅，完全重新设计布置，准备就绪后，于1888年12月31日举行隆重的开幕仪式。其室内的一部分，及外观的设计者为建筑师 斯坦福·怀特。此后埃德温一生都住在楼上，直到1893年6月7日去世。其余部分则用作俱乐部。1962年被命名为美国国家历史地标。
该俱乐部仍保留了在纽约市仅剩的不多的煤气灯。